# Aqua (Angra)
Aqua è il settimo album in studio del gruppo musicale brasiliano Angra, pubblicato nel 2010.
Il disco vede il ritorno alla batteria di Ricardo Confessori (membro fondatore che abbandonò il progetto nel 2000) a discapito dell'uscente Aquiles Priester, ed è l'ultimo che vede alla voce Eduardo Falaschi, il quale abbandonerà la band l'anno seguente, per via della difficoltà a cantare in un registro vocale non totalmente suo.

## Tracce

### Standard version (Brasile e Europe)
1. Viderunt Te Aquae – 1:00 (musica: Rafael Bittencourt)
2. Arising Thunder – 4:52 (testo: Edu Falaschi – musica: Edu Falaschi, Kiko Loureiro)
3. Awake from Darkness – 5:54 (testo: Felipe Andreoli – musica: Edu Falaschi, Felipe Andreoli, Rafael Bittencourt)
4. Lease of Life – 4:34 (testo: Edu Falaschi – musica: Edu Falaschi)
5. The Rage of the Waters – 5:34 (testo: Rafael Bittencourt – musica: Rafael Bittencourt, Ricardo Confessori, Felipe Andreoli)
6. Spirit of the Air – 5:23 (testo: Edu Falaschi – musica: Edu Falaschi, Kiko Loureiro)
7. Hollow – 5:30 (testo: Felipe Andreoli – musica: Felipe Andreoli, Rafael Bittencourt)
8. A Monster in Her Eyes – 5:15 (testo: Rafael Bittencourt – musica: Rafael Bittencourt)
9. Weakness of a Man – 6:12 (testo: Kiko Loureiro, Rafael Bittencourt – musica: Kiko Loureiro, Rafael Bittencourt)
10. Ashes – 5:05 (testo: Kiko Loureiro – musica: Kiko Loureiro)

### Standard version (Giappone)
1. Viderunt Te Aquae – 1:01 (musica: Rafael Bittencourt)
2. Arising Thunder – 4:52 (testo: Edu Falaschi – musica: Edu Falaschi, Kiko Loureiro)
3. Awake from Darkness – 5:55 (testo: Felipe Andreoli – musica: Edu Falaschi, Felipe Andreoli, Rafael Bittencourt)
4. Lease of Life – 4:34 (testo: Edu Falaschi – musica: Edu Falaschi)
5. The Rage of the Waters – 5:43 (testo: Rafael Bittencourt – musica: Rafael Bittencourt, Ricardo Confessori, Felipe Andreoli)
6. Spirit of the Air – 5:23 (testo: Edu Falaschi – musica: Edu Falaschi, Kiko Loureiro)
7. Hollow – 5:31 (testo: Felipe Andreoli – musica: Felipe Andreoli, Rafael Bittencourt)
8. A Monster in Her Eyes – 5:16 (testo: Rafael Bittencourt – musica: Rafael Bittencourt)
9. Weakness of a Man – 6:13 (testo: Kiko Loureiro, Rafael Bittencourt – musica: Kiko Loureiro, Rafael Bittencourt)
10. Ashes – 5:12 (testo: Kiko Loureiro – musica: Kiko Loureiro)
11. Lease of Life (different remix) – 5:34 (testo: Edu Falaschi – musica: Edu Falaschi)

### Double digipack limited edition
Disc 1
1. Viderunt Te Aquae" – 1:01 (musica: Rafael Bittencourt)
2. Arising Thunder – 4:52 (testo: Edu Falaschi – musica: Edu Falaschi, Kiko Loureiro)
3. Awake from Darkness – 5:55 (testo: Felipe Andreoli – musica: Edu Falaschi, Felipe Andreoli, Rafael Bittencourt)
4. Lease of Life – 4:34 (testo: Edu Falaschi – musica: Edu Falaschi)
5. The Rage of the Waters – 5:43 (testo: Rafael Bittencourt – musica: Rafael Bittencourt, Ricardo Confessori, Felipe Andreoli)
6. Spirit of the Air – 5:23 (testo: Edu Falaschi – musica: Edu Falaschi, Kiko Loureiro)
7. Hollow – 5:31 (testo: Felipe Andreoli – musica: Felipe Andreoli, Rafael Bittencourt)
8. A Monster in Her Eyes – 5:16 (testo: Rafael Bittencourt – musica: Rafael Bittencourt)
9. Weakness of a Man – 6:13 (testo: Kiko Loureiro, Rafael Bittencourt – musica: Kiko Loureiro, Rafael Bittencourt)
10. Ashes – 5:12 (testo: Kiko Loureiro – musica: Kiko Loureiro)

Disco 2 (Bonus discEdu Falaschi Era)
1. Nova Era – 4:52 (testo: Rafael Bittencourt, Felipe Andreoli – musica: Edu Falaschi, Kiko Loureiro)
2. Rebirth – 5:15 (testo: Rafael Bittencourt – musica: Rafael Bittencourt, Kiko Loureiro)
3. Hunters and Prey – 6:29 (testo: Rafael Bittencourt – musica: Kiko Loureiro, Rafael Bittencourt, Edu Falaschi, Aquiles Priester)
4. Spread Your Fire – 4:25 (testo: Rafael Bittencourt – musica: Edu Falaschi, Kiko Loureiro)
5. Wating Silence – 4:55 (testo: Rafael Bittencourt – musica: Rafael Bittencourt, Kiko Loureiro)
6. The Course of Nature – 4:31 (testo: Edu Falaschi – musica: Edu Falaschi, Kiko Loureiro)
7. Salvation: Suicide – 4:22 (testo: Rafael Bittencourt – musica: Kiko Loureiro)

### LP
Lato A
1. Viderunt Te Aquae" – 1:01 (musica: Rafael Bittencourt)
2. Arising Thunder – 4:52 (testo: Edu Falaschi – musica: Edu Falaschi, Kiko Loureiro)
3. Awake from Darkness – 5:55 (testo: Felipe Andreoli – musica: Edu Falaschi, Felipe Andreoli, Rafael Bittencourt)
4. Lease of Life – 4:34 (testo: Edu Falaschi – musica: Edu Falaschi)

Lato B
1. The Rage of the Waters – 5:43 (testo: Rafael Bittencourt – musica: Rafael Bittencourt, Ricardo Confessori, Felipe Andreoli)
2. Spirit of the Air – 5:23 (testo: Edu Falaschi – musica: Edu Falaschi, Kiko Loureiro)
3. Hollow – 5:31 (testo: Felipe Andreoli – musica: Felipe Andreoli, Rafael Bittencourt)

Lato C
1. A Monster in Her Eyes – 5:16 (testo: Rafael Bittencourt – musica: Rafael Bittencourt)
2. Weakness of a Man – 6:13 (testo: Kiko Loureiro, Rafael Bittencourt – musica: Kiko Loureiro, Rafael Bittencourt)
3. Ashes – 5:12 (testo: Kiko Loureiro – musica: Kiko Loureiro)

Lato D (tracce bonus)
1. Nova Era – 4:52 (testo: Rafael Bittencourt, Felipe Andreoli – musica: Edu Falaschi, Kiko Loureiro)
2. Spread Your Fire – 4:25 (testo: Rafael Bittencourt – musica: Edu Falaschi, Kiko Loureiro)
3. The Course of Nature – 4:31 (testo: Edu Falaschi – musica: Edu Falaschi, Kiko Loureiro)

## Formazione
- Eduardo Falaschi - voce
- Kiko Loureiro - chitarra
- Rafael Bittencourt - chitarra
- Felipe Andreoli - basso
- Ricardo Confessori - batteria
- Branden Duffy - produzione, ingegneria del suono, missaggio
- Adriano Daga - produzione, ingegneria del suono, missaggio
- Thiago "Hósoede" - ingegneria del suono
- Maor Appelbaum - masterizzazione